# 海南体育职业技术学院
海南体育职业技术学院是位于中华人民共和国海南省海口市的一所全日制公办普通高等体育类專科學校。学校由海南省人民政府举办，并由海南省教育厅主管。

## 历史沿革
在脱离广东省建省初期，海南省缺乏体育场馆、专业运动队伍、体育科研机构以及拔尖的体育人才，在此背景下，1989年12月，海南省人民政府批准成立海南省高级体育运动技术学校，为集体育训练、教学、科研为一体的多功能中等专业学校。
其后，海南省内有政协委员提议设立海南省体育职业技术学院，并得到了海南省文体厅的积极回应；2016年8月，在海南省文体厅的资源整合及海南省人民政府的批准下，海南省高级体育运动技术学校及海南省其他体育资源合并成立了专科层次的海南体育职业技术学院。

## 现况
建校之初，该学院开设了运动训练、休闲体育、高尔夫球运动与管理、健身指导与管理等4个专业。以后又开设了体育保健与康复、电子竞技运动与管理等一些专业。具有服务海南国际旅游岛发展规划的特点。除此之外，海南体育职业技术学院还承担了海南省竞技体育发展的任务，已经成立了数个项目专业运动队；该校也致力于让海南省优秀的年轻运动员入选国家队训练和比赛，取得了一定成果。而该校的体育馆场夜间对外开放、光线良好，也成为了海口当地民众日常体育运动的练习场所。

## 知名校友
- 林诗栋